# Evelyn Fox Keller
Evelyn Fox Keller (Nova Iorque, 30 de março de 1936 – 22 de setembro de 2023) foi uma física, escritora e ativista feminina norte-americana. Foi professora emérita de História e Filosofia da Ciência no MIT.